# Ambolidibe Est
Ambolidibe Est is een plaats en commune in het noorden van Madagaskar, behorend tot het district Befandriana-Avaratra, dat gelegen is in de regio Sofia. Tijdens een volkstelling in 2001 telde de plaats 17.200 inwoners.
De plaats biedt enkel lager onderwijs aan. 99 % van de bevolking werkt als landbouwer en 0,5 % houdt zich bezig met veeteelt. De belangrijkste landbouwproducten zijn rijst en vanille; ander belangrijk product is koffie. Verder is 0,5% actief in de dienstensector. 